# 園田義男
園田 義男（そのだ よしお、1945年8月30日 - 2018年1月29日）は、日本の柔道家（講道館9段）。弟はモントリオール五輪金メダリストの園田勇。
福岡工業大学在学中に全日本学生選手権大会や世界学生選手権大会、ユニバーシアード等で優勝を果たし、社会人になってからはメキシコシティで開催の世界選手権大会で弟の勇とともに兄弟同時優勝を成し遂げた。引退後は指導者として、福岡工大付属城東高校で谷亮子や日下部基栄等を育てた事でも有名。のち同校の校長を務めた。身長167cm。得意技は大外刈。

## 経歴
終戦直後の1945年8月、福岡県山門郡三橋町（現・柳川市）にて5人兄姉（4男1女）の3男として生まれる。実家は農業・養豚を営む家柄、父親は厳格で典型的な亭主関白であった。園田は生まれながらに病弱で、終戦の混乱期もあって周囲から「いっその事、（義男を）殺してしまってはどうか」と進言された事もあったという。
幼少時より、農業の肥料にする残飯を近所から収集する作業を手伝っていたが、それでも兄弟の中では一際小柄で、また病弱なのも相変わらずで、見かねた父親からは厳しく叱咤される事もあった。小学生の頃、風邪をひいて学校を休んでいた時に、弟の勇が同じ布団に潜り込んできて一緒に遊んでいると、これを見つけた父親が激怒し、裸にされて雪の中に放り出された事があったという。
地元の市立三橋中学校に入学すると、柔道をやっていた2つ年上の兄・正義の影響で柔道部に入部した。入部当初は同級生にも全く歯が立たなかったが、稽古に励むと次第に天賦の才が開花し、中学3年次には県大会個人戦で健闘を見せている。この頃には、父親も仕事の合間を見つけて試合を観に来てくれたという。県大会後に柳川高校と福岡電波高校（現・福岡工業大学附属城東高校）から誘いを受け、父の勧めで福岡電波高校に進学した。
1962年に高校に進学すると、1年後には弟の勇もこれに続き、部活動では互いに負けられまいと切磋琢磨しあった。2人で乱取を始めると30分以上続けてしまう事もしばしばであったという。
2年次には地元・福岡で開催の金鷲旗大会で優勝を果たし、3年次には部の主将を任ぜられた。
福岡電波高校を卒業しそのまま電子工業大学（現・福岡工業大学）に進学すると、1965年11月の第17回全日本学生選手権大会では軽量級の部で優勝。同大会を地方大学の学生が制すのは初めての事であった。1966年6月に世界学生選手権大会の軽中量級で優勝すると、同年8月の全日本選抜体重別選手権大会では3位に入りシニアでも存在感を示した。1967年には柔道競技が採用されたばかりの第5回ユニバーシアードで軽量級の王者となって、中量級王者となった勇と共に、“園田兄弟”の名は世界の柔道界に広く知られる事となった。
1969年に大学を卒業すると、福岡を離れて大阪に居を移し日本運送に就職。同年10月の第6回世界選手権大会に照準を定めた園田は8月の全日本選抜体重別選手権大会で3位に入り、弟の勇と共に世界選手権大会の代表に選出された。大会では軽量級の決勝戦で天理大学学生の野村豊和を退けて金メダルを獲得。弟の勇も中量級を制して、世界大会で初の兄弟優勝という快挙を成し遂げた。
1968年のメキシコシティー五輪では実施競技として採用されなかった柔道が、1972年のミュンヘン五輪で復活する事となると、園田はその代表選考となる同年7月の全日本選抜体重別選手権大会に出場。しかし、世界大会後に不摂生生活を繰り返し、練習も疎かになっていた園田は3位に食い込むのがやっとであった。この時の心境について、園田は後に雑誌『近代柔道』のインタビューで「世界選手権で優勝して目標を達成した時、私の選手としての柔道人生は終わったようなものだった」「負けた悔しさは無かった。本当に自分を追い込んで練習してたなら悔しかっただろうけど、あんな状態だったから仕方ない」と述懐している。
福岡電波高校が福岡工業大学附属高等学校と改称した頃、嘗（かつ）て生徒数5,000人近くを誇った母校は同約200人にまで減少し、経営と教育環境の立て直しが急務となっていた。柔道部の再興を請われた園田は、1976年に日本運送を辞して福岡に戻り、同校の体育教師および柔道部指導員としてその任に当たる事となった。
10年ほど指導に汗を流し、次第に生徒が集まって全国大会に出場する選手も出てきた頃、福岡市の東福岡柔道教室に息子を通させていた弟の勇から「面白い女の子がいる」と話を聞いた。小さな体で大きな男子を次々と投げ飛ばすその女子は、後に五輪と世界選手権大会と合わせてを9度制す田村亮子であった。試合を観て園田は「育て甲斐がある選手」「この子なら、女子選手でも世間の注目を集められるんじゃないか」と感じたという。園田は早速、福岡工大附属高校への田村の入学を見据え1988年には女子柔道部を設立。
1990年に田村が中学3年生ながら福岡国際女子選手権大会を制すと、全国の強豪校が挙（こぞ）って田村の勧誘に動いた。そのような中で園田は、福岡から世界を目指す事の意義と、それが地方にいる他の柔道選手達にどれだけ勇気を与える事になるかを、自身の経験も交えながら田村に説得したという。
そのような甲斐もあり、1991年に田村が園田の元に入部すると、以後3年間は通常の練習に加えて、部活後にマンツーマンでの打込・投込を行って、殆ど付きっ切りで指導を行った。「最初は練習メニューで悩んだりもしたが、自分の体を投げ出して、田村の成長を感じ取っていく指導法しかなかった」と園田。朝練で寝惚けた顔は見せれないため、夜更かしも趣味の麻雀も断ち切るなど、園田自身も自重した生活を送るようになったという。
この高校3年間で田村は、1991年の第17回世界選手権大会で銅メダル、翌92年のバルセロナ五輪で銀メダルを獲得し、3年次の1993年には第18回世界選手権大会で金メダルを獲得して高校生ながら世界女王に登りつめた。このほか、福岡国際女子選手権大会や全日本選抜体重別選手権大会では3連覇を果たしている。
園田は「口だけで指導するのではなく、自分の後ろ姿を見ながら生徒が育ってくれれば良いなと思って、全ての行動を率先してやった」と述べ、「体を張って選手の潜在能力を引き出す、それが指導者」と続けるように、何度も田村に投げ付けられる姿はテレビで幾度となく放映されて世間のお茶の間でも広く知られた。
田村の卒業後、他の生徒達を放ったらかしにしてしまった反省から園田は、団体戦で日本一を目指すチーム作りに勤しんだ。口数は少ないながらも、田村の時と同様に常に自分の体を張る指導スタイルで、道場内には園田の「もういっちょ、もういっちょ」の掛け声と共に、その体（たい）が畳に叩き付けられる音がよく響いていた。園田の座右の銘“克って勝つ”に鼓舞された部員達は、自然と意識が向上し稽古にも熱が入っていったという。
福岡工大附属高校柔道部は1995年のインターハイ団体戦で初出場・初優勝を成し遂げ、金鷲旗大会でも95年に準優勝、翌96年に優勝を果たした。また、その主軸選手として活躍した1994年入学の日下部基栄も、全国高等学校選手権大会の個人戦で2年次・3年次に大会を連覇している。
2000年のシドニー五輪では、教え子の田村・日下部が揃ってメダルを獲得。田村が決勝戦後に畳を下りた際、涙を流しながら園田の胸に飛び込んできたシーンは多くの柔道ファンに感動を与えた。園田は後に「自分の指導が間違っていなかった事を証明してくれたのだから、2人には感謝したい」と述べていた。
園田はその後も、福岡工業大学の理事・評議員や附属城東高校の校長代理として永く学校運営に携わる傍ら、柔道部監督や部長として後進の育成に汗を流し、多くの女子選手を育てた。常に全力で活気溢れる稽古ではあったが、一方で、畳を下りたら「優しく思い遣りのある女性である事」「身嗜みを大切に、品格を持つ事」を常々生徒達に諭していたという。
2006年に行われたインタビューで、それまでの自身の人生を振り返り「亮子との出会いと指導の経験は、まさしく私の柔道人生の一大転機でした」と園田。「育児休業中の谷（旧姓・田村）亮子が復帰して先生との練習を望んだら？」との問いに対し、当時還暦を迎えていた園田は「もう無理じゃないかな…でも老体にムチを打ってまた投げられるんだろうね」と笑っていた。
その後2009年4月から2016年8月には福岡工業大学附属城東高校の校長を務め、園田は柔道のみならず広く青少年育成の陣頭に立った。この間2014年には、息子であり教え子の1人でもある長男・義大に柔道部監督を任せている。
2018年1月29日午後7時49分（JST）に大動脈瘤破裂のため、福岡県みやま市内の病院で逝去した。72歳没。

## 主な戦績
- 1965年 -　全日本学生選手権大会（軽量級） 優勝
- 1966年6月24日 -　世界学生選手権大会（軽中量級） 優勝

- 全日本選抜体重別選手権大会（軽量級） 3位
- 1967年 -　ユニバーシアード（軽量級）　優勝
- 1968年 -　全日本選抜体重別選手権大会（軽量級） 3位
- 1969年 -　世界選手権大会（軽量級）　優勝
- 1972年 -　全日本選抜体重別選手権大会（軽量級） 3位